# Arenipses sabella
Arenipses sabella är en fjärilsart som beskrevs av George Francis Hampson 1901. Arenipses sabella ingår i släktet Arenipses och familjen mott. Inga underarter finns listade i Catalogue of Life.